# راما (أونتاريو)
راما هو مجتمع الأمم الأولى في محمية تشيبيواس راما الأمة الأولى في أونتاريو، كندا. إنه منزل كازينو راما.